# Grundrechtsschutz durch Organisation und Verfahren
Grundrechtsschutz durch Organisation und Verfahren ist ein Topos im Staats- und Verwaltungsrecht. Darunter werden Konstellationen zusammengefasst, in denen der Staat präventive organisatorische und verfahrensrechtliche Vorkehrungen zum Schutz von Grundrechten treffen muss, etwa der Freiheit der Wissenschaft, dem Recht auf Leben und körperliche Unversehrtheit oder dem Recht auf informationelle Selbstbestimmung.
Bei der verfassungsrechtlichen Beurteilung sind an solche Vorkehrungen dieselben Maßstäbe anzulegen wie bei der Prüfung von Eingriffsgesetzen. Werden grundrechtlich gebotene Organisations- und/oder Verfahrensgrundsätze nicht eingehalten, liegt damit zugleich ein Grundrechtsverstoß vor.
Wichtige Grundsatzurteile zu diesem Thema im deutschen Recht sind BVerfGE 35, 79 und BVerfGE 53, 30.